# 村上佳宏
村上 佳宏（むらかみ よしひろ、1976年11月26日 - ）は、静岡市出身の近代五種競技選手である。海上自衛隊呉教育隊所属。1等海尉。静岡県沼津学園高校（現飛龍高等学校）、日本体育大学卒業。

## 来歴
5歳で水泳を始め、沼津学園高3年でインターハイ400メートルリレー4位に輝く。
日体大進学後も自由形でインカレに出場し活躍。しかし日本選手権には出場できず。
卒業後は自衛隊体育学校に入り近代五種を始める。
2002年アジア大会団体で銅メダル獲得。しかし2004年アジア選手権では6位でアテネ五輪は逃す。
2006年12月の全日本選手権で初優勝。
2007年5月のアジア選手権で5位に入り、上位5人（1か国・地域2人まで）に与えられる北京オリンピック出場権を獲得。近代五種の日本男子としては1992年バルセロナオリンピックの宮ヶ原浩以来4大会ぶりの出場となった。